# 주디 데이비스
주디 데이비스(Judy Davis, 1955년 4월 23일 ~ )는 오스트레일리아의 배우이다. 아카데미상에 두 차례 후보로 올랐으며, 골든 글로브상, 프라임타임 에미상 등 유수한 상을 수상하였다.

## 출연 작품

### 영화
- 나의 화려한 인생 (1979)
- 인도로 가는 길 (1984)
- 네이키드 런치 (1991) - 조앤 프로스트 / 조앤 리 역
- 부부 일기 (1992)
- 앱솔루트 파워 (1997)
- 셀러브리티 (1998)
- 마리 앙투아네트 (2006)
- 브레이크 업: 이별후애 (2006) - 매릴린 딘 역
- 아이 오브 더 스톰 (2011)
- 로마 위드 러브 (2012)
- 스피벳: 천재 발명가의 기묘한 여행 (2013) - 미스 지브슨 역
- Salting the Battlefield (2014)
- 드레스메이커 (2015) - 몰리 역
- 니트람 (2021)